# Países Bajos en los Juegos Paralímpicos de Río de Janeiro 2016
Los Países Bajos estuvieron representados en los Juegos Paralímpicos de Río de Janeiro 2016 por un total de 120 deportistas, 62 mujeres y 58 hombres.

## Medallistas
El equipo paralímpico neerlandés obtuvo las siguientes medallas:
| Nombre | Deporte                       | Evento                                       |
| --- | ----------------------------- | -------------------------------------------- |
| Oro |                               |                                              |
| Marlou van Rhijn | Atletismo                     | 100 m T44 femenino                           |
| Marlou van Rhijn | Atletismo                     | 200 m T44 femenino                           |
| Kenny van Weeghel | Atletismo                     | 400 m T54 masculino                          |
| Alyda Norbruis | Ciclismo en pista             | 500 m contrarreloj C1-3 femenino             |
| Tristan Bangma | Ciclismo en pista             | 1 km contrarreloj B masculino                |
| Alyda Norbruis | Ciclismo en ruta              | Contrarreloj C1-3 femenino                   |
| Daniel Abraham Gebru | Ciclismo en ruta              | Ruta C4-5 masculino                          |
| Vincent ter Schure | Ciclismo en ruta              | Ruta B masculino                             |
| Sanne Voets | Hípica                        | Doma individual estilo libre grado III mixto |
| Liesette Bruinsma | Natación                      | 200 m estilos SM11 femenino                  |
| Liesette Bruinsma | Natación                      | 400 m libre S11 femenino                     |
| Lisa Kruger | Natación                      | 100 m braza SB9 femenino                     |
| Marc Evers | Natación                      | 200 m estilos SM14 masculino                 |
| Kelly van Zon | Tenis de mesa                 | Individual 7 femenino                        |
| Jiske Griffioen | Tenis en silla de ruedas      | Individual femenino                          |
| Jiske Griffioen Aniek van Koot | Tenis en silla de ruedas      | Dobles femenino                              |
| Jetze Plat | Triatlón                      | PT1 masculino                                |
| Plata |                               |                                              |
| Ronald Hertog | Atletismo                     | Salto de Longitud T44 masculino              |
| Daniel Perez | Bochas                        | Individual BC1 mixto                         |
| Larissa Klaassen | Ciclismo en pista             | 1 km contrarreloj B femenino                 |
| Vincent ter Schure | Ciclismo en pista             | Persecución individual B masculino           |
| Arnoud Nijhuis | Ciclismo en pista             | 1 km contrarreloj C1-3 masculino             |
| Laura de Vaan | Ciclismo en ruta              | Ruta H5 femenino                             |
| Vincent ter Schure | Ciclismo en ruta              | Contrarreloj B masculino                     |
| Demi Vermeulen | Hípica                        | Doma individual grado II mixto               |
| Rixt van der Horst | Hípica                        | Doma individual estilo libre grado II mixto  |
| Liesette Bruinsma | Natación                      | 100 m braza SB11 femenino                    |
| Marlou van der Kulk | Natación                      | 100 m espalda S14 femenino                   |
| Thijs van Hofweegen | Natación                      | 400 m libre S6 femenino                      |
| Olivier van de Voort | Natación                      | 100 m espalda S10 masculino                  |
| Marc Evers | Natación                      | 100 m espalda S14 masculino                  |
| Michael Schoenmaker | Natación                      | 200 m libre S4 masculino                     |
| Gerben Last | Tenis de mesa                 | Individual 9 masculino                       |
| Aniek van Koot | Tenis en silla de ruedas      | Individual femenino                          |
| Marjolein Buis Diede de Groot | Tenis en silla de ruedas      | Dobles femenino                              |
| Geert Schipper | Triatlón                      | PT1 masculino                                |
| Bronce |                               |                                              |
| Lara Baars | Atletismo                     | Peso F40 femenino                            |
| Marlene van Gansewinkel | Atletismo                     | Salto de longitud T44 femenino               |
| Kenny van Weeghel | Atletismo                     | 100 m T54 masculino                          |
| Ilse Arts Mariska Beijer Barbara van Bergen Lucie Houwen Inge Huitzing Bo Kramer Chèr Korver Evelyn van Leeuwen Roos Oosterbaan Carina de Rooij Sanne Timmerman Jitske Visser | Baloncesto en silla de ruedas | Torneo femenino                              |
| Alyda Norbruis | Ciclismo en pista             | Persecución individual C1-3 femenino         |
| Stephen de Vries | Ciclismo en pista             | Persecución individual B masculino           |
| Arnoud Nijhuis | Ciclismo en pista             | Persecución individual C1 masculino          |
| Jennette Jansen | Ciclismo en ruta              | Ruta H5 femenino                             |
| Laura de Vaan | Ciclismo en ruta              | Contrarreloj H4-5 femenino                   |
| Jetze Plat | Ciclismo en ruta              | Ruta H5 masculino                            |
| Rixt van der Horst | Hípica                        | Doma individual grado II mixto               |
| Frank Hosmar | Hípica                        | Doma individual grado IV mixto               |
| Frank Hosmar | Hípica                        | Doma individual estilo libre grado IV mixto  |
| Frank Hosmar Nicole den Dulk Rixt van der Horst Demi Vermeulen | Hípica                        | Doma por equipos mixto                       |
| Melaica Tuinfort | Levantamiento de potencia     | +86 kg femenino                              |
| Liesette Bruinsma | Natación                      | 50 m libre S11 femenino                      |
| Liesette Bruinsma | Natación                      | 100 m libre S11 femenino                     |
| Marlou van der Kulk | Natación                      | 200 m libre S14 femenino                     |
| Marlou van der Kulk | Natación                      | 200 m estilos SM14 femenino                  |
| Lisette Teunissen | Natación                      | 50 m espalda S3 femenino                     |
| Lisa den Braber | Natación                      | 100 m braza SB7 femenino                     |
| Chantalle Zijderveld | Natación                      | 100 m braza SB9 femenino                     |
| Magda Toeters | Natación                      | 100 m braza SB14 femenino                    |
| Duncan van Haaren | Natación                      | 100 m braza SB9 masculino                    |
| Marc Evers | Natación                      | 100 m braza SB14 masculino                   |
| Michael Schoenmaker | Natación                      | 100 m libre S4 masculino                     |